# Соколово (Коми)
Соколо́во — село в муниципальном районе «Печора» Республики Коми. Входит в городское поселение Кожва.

## Население
| 2010 |
| ---- |
| 374  |